# Segenbaumkogel
Segenbaumkogel är en bergstopp i Österrike.   Den ligger i distriktet Gmunden och förbundslandet Oberösterreich, i den centrala delen av landet, 210 km väster om huvudstaden Wien. Toppen på Segenbaumkogel är 1 779 meter över havet, eller 130 meter över den omgivande terrängen. Bredden vid basen är 0,95 km. Segenbaumkogel ingår i Höllengebirge.
Terrängen runt Segenbaumkogel är bergig åt sydväst, men åt nordost är den kuperad. Närmaste större samhälle är Ebensee, 9,5 km öster om Segenbaumkogel. 
I omgivningarna runt Segenbaumkogel växer i huvudsak blandskog. Runt Segenbaumkogel är det ganska tätbefolkat, med 65 invånare per kvadratkilometer.